# Granice Chorwacji

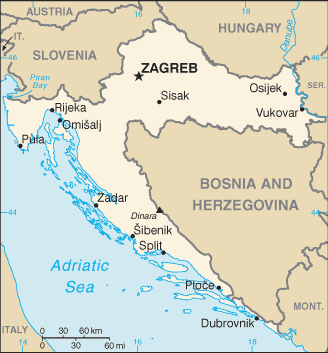
Chorwacja z państwami graniczącymi

Chorwacja od 2006 roku graniczy z pięcioma państwami. Granica lądowa ma łącznie 1982 km. Chorwacja posiada również dostęp do Morza Adriatyckiego. Długość wybrzeża (wliczając wyspy) wynosi 5835 km.

## Przebieg granicy

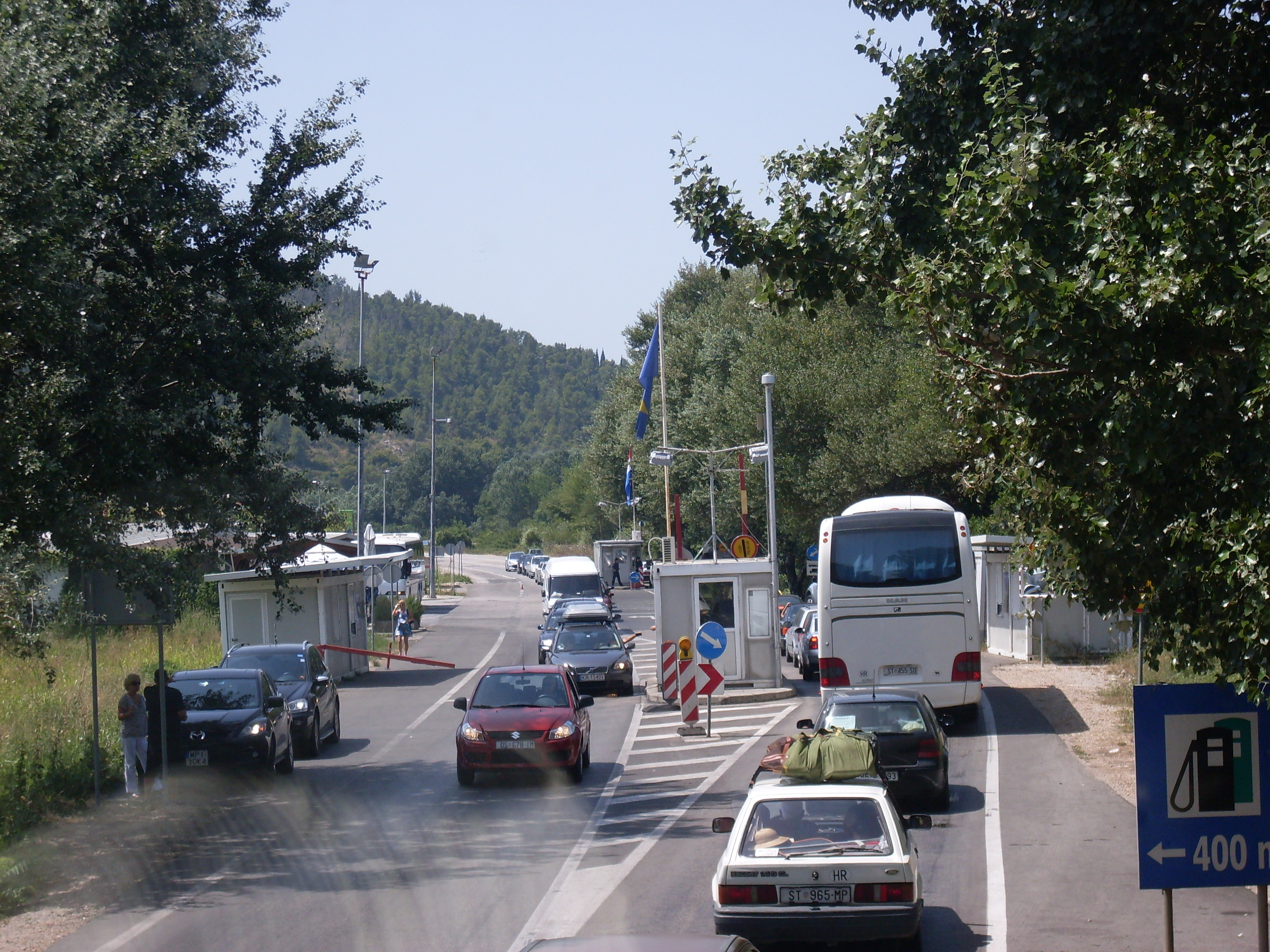
Granica chorwacko-bośniacka w Doljani

Granica ze Słowenią biegnie między innymi wzdłuż pasma górskiego Gorjanici oraz rzek Sutli, Drawy i Mury. Na Drawie opiera się również niemal cała granica z Węgrami. Północna część granicy z Serbią biegnie wzdłuż koryta Dunaju. Najdłuższa granica, bośniacko-chorwacka, przebiega wzdłuż Gór Dynarskich, a także rzek Sawy, Uny, Gliny, Korany, ponownie Uny, Dabašnicy. Istnieje także krótka granica z Czarnogórą.

### Historyczna granica
W latach 1941–1945 III Rzesza utworzyła na terenach m.in. Chorwacji oraz Bośni i Hercegowiny marionetkowe Niepodległe Państwo Chorwackie, które graniczyło z Włochami, Węgrami, Serbią pod rządami Milana Nedicia oraz Czarnogórą.
W latach 1992–2003 Chorwacja graniczyła ze Słowenią, Bośnią i Hercegowiną, Węgrami oraz Jugosławią. W 2003 roku Federalną Republikę Jugosławii zastąpiła Serbia i Czarnogóra, od której z kolei trzy lata później oddzieliła się Czarnogóra.

## Państwa graniczące z Chorwacją
| Państwo              | Długość granicy | Przygraniczne żupanie |
| -------------------- | --------------- | --- |
| Słowenia             | 667,8 km        | istryjska, primorsko-gorska, karlowacka, zagrzebska, krapińsko-zagorska, varażdińska, medzimurska                                                                  |
| Węgry                | 355,5 km        | medzimurska, kopriwnicko-kriżewczyńska, virowiticko-podrawska, osijecko-barańska                                                                                   |
| Serbia               | 317,6 km        | osijecko-barańska, vukowarsko-srijemska |
| Bośnia i Hercegowina | 1099,1 km       | vukowarsko-srijemska, brodzko-posawska, sisacko-moslawińska, karlowacka, licko-seńska, zadarska, szybenicko-knińska, splicko-dalmatyńska, dubrownicko-neretwiańska |
| Czarnogóra           | 22,6 km         | dubrownicko-neretwiańska |

## Granica UE i NATO
Granice chorwacko-serbska, chorwacko-bośniacka oraz chorwacko-czarnogórska są zewnętrznymi granicami Unii Europejskiej. Z wyjątkiem tej ostatniej są one również granicami NATO (Czarnogóra przystąpiła do tego sojuszu 5 czerwca 2017 roku). Od 1 stycznia 2023 Chorwacja należy do strefy Schengen, granice słoweńsko-chorwacka i węgiersko-chorwacka są wewnętrznymi granicami strefy.